# تمبک (ازنا)
تمبک روستایی از توابع بخش مرکزی شهرستان ازنا در استان لرستان ایران است.
در این روستا افراد مشغول به کشاورزی و دامپروی میباشند .موفق ترین کشاورز این روستا آقای امیرحسن حموله میباشد که موفق به برداشت صد تن گندم از ده هکتار ارازی روستا شده با توجه به این موفقیت افراد بیشماری برای اموزش نزد ایشان می ایند که این امر سبب گسترش صنعت توریست در این روستا شده

## جمعیت
این روستا در دهستان پاچه لک غربی قرار دارد و بر اساس سرشماری مرکز آمار ایران در سال ۱۳۸۵، جمعیت آن ۹۸ نفر (۱۶ خانوار) بوده‌است.